# Tria (demo)
Tria (in greco antico: Θρία?, Thría) era il nome di un demo dell'Attica situato lungo la costa a nord-ovest di Atene, vicino ad Eleusi, presso l'odierna Aspropyrgos.

## Collocazione
Tria era un demo importante, in quanto era il capoluogo della trittia della Paralia. Dal suo nome deriva la denominazione di una grande parte della pianura attica, la Triasia, che comprendeva la pianura costiera a ovest del monte Parnete e del monte Egaleo.
Secondo William Martin Leake il demo era su un'altura chiamata Magula, vicino al Cefiso, circa tre miglia a nord di Eleusi, ma molto più probabilmente Tria si trovava sulla costa, a metà strada tra Eleusi e il promontorio di Amfiale.

## Storia
Quando Plistoanatte invase l'Attica nel 446 a.C. si fermò ad Eleusi e Tria, per poi tornare indietro; questo gli costò l'accusa di corruzione ed il successivo esilio. Nel 378 a.C. il generale spartano Sfodria fu persuaso da Tebe ad invadere l'Attica. Nonostante avesse giurato di essere al Pireo all'alba, partì in ritardo e all'alba si trovava ancora presso Tria. Di fronte all'opposizione dell'esercito ateniese si ritirò con il bottino.

## Descrizione
Il territorio di Tria probabilmente giungeva fino alle sorgenti salate di Rheiti, dal momento che il tempio di Afrodite Fila, che si trova in quelle zone, è descritto come appartenente a Tria. Tale tempio era stato costruito nel II secolo a.C. in onore della moglie di Demetrio I Poliorcete.